# Starrcade (1983)
Starrcade '83: Flare for the Gold fue la primera edición de Starrcade, un evento de pago por visión producido por la National Wrestling Alliance (NWA). El evento tuvo lugar el 24 de noviembre de 1983 desde el Greensboro Coliseum en Greensboro, Carolina del Norte.

## Resultados
- The Assassins (#1 y #2) derrotaron a Rufus R. Jones y Bugsy McGraw (08:11)
  - 1 cubrió a McGraw con un "Roll-up".
- Kevin Sullivan y Mark Lewin derrotaron a Scott McGhee y Johnny Weaver (06:43)
  - Lewin cubrió a Weaver después de un "Knee Drop".
- Abdullah the Butcher derrotó a Carlos Colón (04:30)
  - Abdullah cubrió a Colon después de que Hugo Savinovich golpease a Colon con un objeto.
- Bob Orton, Jr. y Dick Slater derrotaron a Mark Youngblood y Wahoo McDaniel (14:48)
  - Orton cubrió a Youngblood después de un "Superplex".
- Charlie Brown derrotó a The Great Kabuki en un Title vs. Mask match ganando el Campeonato Mundial de la Televisión (10:35)
  - Brown cubrió a Kabuki después de un "Elbow Drop".
- Roddy Piper derrotó a Greg Valentine en un Dog Collar match ganando el Campeonato de los Estados Unidos de la NWA (16:08)
  - Piper cubrió a Valentine después de golpearle con una cadena.
- Ricky Steamboat y Jay Youngblood derrotaron a Jack y Jerry Brisco ganando el Campeonato Mundial en Parejas de la NWA (Mid-Atlantic) (13:00)
  - Youngblood cubrió a después de un "Aided Splash".
- Ric Flair derrotó a Harley Race ganando el Campeonato Mundial Peso Pesado de la NWA (23:38)
  - Flair cubrió a Race con un "Body Press".